# Иванов, Михаил Васильевич (следж-хоккеист)
Михаи́л Васи́льевич Ивано́в (род. 29 марта 1983 года в Липецке) — российский следж-хоккеист. Вратарь сборной России по следж-хоккею. Серебряный призёр Паралимпийских игр в Сочи. Бронзовый призёр и лучший голкипер чемпионата мира по следж-хоккею 2013 года, участник первенства Европы 2011 года. Двукратный чемпион страны (2011, 2012), лучший вратарь первенства России 2012 года. В 2013 году получил премию «Возвращение в жизнь» Паралимпийского комитета России в номинации «Что наша жизнь? Борьба!». Заслуженный мастер спорта России. Выступает за химкинский клуб «Феникс».

## Биография
Несколько лет назад в результате несчастного случая я потерял ногу. Первое время было очень тяжело. Накрыла страшная депрессия, я уже думал, что не выкарабкаюсь, сломаюсь. Вытащили из этого чёрного омута близкие люди, друзья. Поступил в институт, стал заниматься в реабилитационном клубе гиревым спортом, теннисом. А потом как-то мне позвонил директор этого клуба и говорит: «Миш, мы тут команду создаём по следж-хоккею. Не хочешь заняться?» Решил попробовать. Хотя я в то время толком даже и не представлял себе, что это такое.

## Награды
- Медаль ордена «За заслуги перед Отечеством» I степени (17 марта 2014 года) — за большой вклад в развитие физической культуры и спорта, высокие спортивные достижения на XI Паралимпийских зимних играх 2014 года в городе Сочи.[6]